# ЛІГА.net
LIGA.net — діловий новинний портал Інформаційного агентства «ЛІГАБізнесІнформ», частини медіа-холдингу Ligamedia, що входить до групи компаній «ЛІГА». Портал зорієнтований на широку аудиторію, що цікавиться діловою та суспільно-політичною інформацією.

## Історія
Історія ЛІГА.net стартує 1996 року, коли було викуплено права на доменне ім'я — liga.net. У 2000 році зареєстровано домен LIGA.net, а 26 вересня вважається офіційним Днем народження Порталу.
Особиста служба новин була створена уже в наступному 2001 році. У 2002 році прийнято рішення про створення Української мережі ділової інформації «ЛІГАБізнесІнформ» на базі інформаційно-аналітичного центру «ЛІГА».
У 2003 році було зареєстровано торговельну марку «ЛІГАБізнесІнформ».
У 2005 році відокремлено діловий портал новин ЛІГА.net від правового пошукового сервісу ЛІГА:ЗАКОН. У 2008 році з'явилась українська версія сайту ЛІГА.Новини
У 2010 на порталі ЛІГА.net стартували два проєкти — ЛІГА.Фінанси та ЛІГА.Рейтинги.
У 2012 році запущено єдину мобільну версію ЛІГА.net, а мобільний застосунок ЛІГА.net для iPhone увійшов в ТОП-5 українського сегмента App Store.
У 2016 році портал ЛІГА.net завів власних автоматизованих ботів для соцмереж.
У 2018 році ЛІГА.net успішно переведений на нову платформу та поповнився новим розділом Tech, що об'єднав у собі усі матеріали пов'язані з технологіями.
13 серпня 2019 року Ліга.net запустив проєкт з медіаграмотності, що фінансується USAID та реалізується міжнародною організацією Internews.
У жовтні 2019 року проєкт USAID «Трансформація фінансового сектору» повідомив про підписання договору з ІА «ЛігаБізнесІнформ» про розробку, забезпечення функціонування та просування платформи порівняння ЛІГА.Money.
9 листопада 2020 року Liga.net оприлюднило редакційний кодекс. Редакція Liga.net зазначила в кодексі, що не публікує джинсу та приховану (немарковану) рекламу. Кодекс також регулює поведінку журналістів у соцмережах.
У вересні 2020 року з'явилися перші україномовні матеріали (див. архів сайту), проте повноцінну україномовну версію сайту запущено лише у вересні 2021 року.
18 лютого 2024 року редакція Liga.net  повідомила, що сайт видання було зламано невідомими. Тоді ж на сайті Liga.net з’явилась фейкова новина про нібито "розгром" російськими окупантами елітних підрозділів ЗСУ в Авдіївці. Як повідомила Державна служба спеціального зв’язку та захисту інформації України атакували російські кіберзлочинці.

## Рейтинги

### Популярність
Станом на серпень 2020 року портал ЛІГА.net займав 14 місце серед українських інформаційних онлайн-медіа за рівнем відвідуваності.

### Оцінки
Впродовж 2 років (2016—2017) портал став кращим новинним ресурсом України за результатами дослідження «Українська народна премія».
За результатами дослідження III кварталу 2018 року, що проводились аудиторами Інституту масової інформації (ІМІ), портал ЛІГА.net входить у трійку лідерів Рейтингу дотримання журналістських стандартів.
2020 року портал ЛІГА.net увійшло до «білого списку» українських медіа за результатами дослідження ІМІ. Цей список включає медіа, які мають рівень якісної інформації понад 95 %.
За результатами дослідження від ІМІ за I квартал 2021 року ЛІГА.net зайняв другу позицію з показником у 94 % матеріалів, написаних без порушень професійних стандартів.
У березні 2022 року ІМІ рекомендував інтернет-ЗМІ «Ліга», як достовірне медіа, якому можна довіряти.

### Відзнаки
2004 року Інформаційне агентство «ЛІГАБізнесІнформ» стало абсолютним фаворитом у номінації «Фінансові новини» в конкурсі торгових марок «Фаворити Успіху 2004».
У 2009 році Інформаційне агентство «ЛІГАБізнесІнформ» отримало Золоту медаль «Знак якості».

## Структура порталу
Портал ЛІГА.net об'єднує наступні розділи:
- ЛІГА.Новини — оперативні новини про найважливіші події в Україні та світі в режимі реального часу. Окрім того, пропонуються аналітичні статті, інтерв'ю впливових людей різних сфер діяльності, фоторепортажі важливих подій, анонси, прес-релізи та підбірки найяскравіших закордонних новин. Розділ групує стрічки новин за тематикою: політика, економіка, світ, інциденти, Київ, спорт, суспільство, здоров'я, культура, хроніки.
- ЛІГА.Бізнес — оперативна бізнес-інформація широкого спектра. Поєднує в собі такі рубрики: економіка, люди, ідеї та кейси, HR, UAExport, думки.
- ЛІГА.Фінанси — актуальна інформація діяльності фінансового ринку. До складу входять такі рубрики: економіка, банки, страхування, фондовий ринок, особисті кошти, криптоекономіка.
- ЛІГА.Tech — оперативні новини сфери технологій. Групує інформацію у рубриках: технології, супердані, телеком, гаджети, свій бізнес, оцифруй бізнес, батли, VLOG.
- ЛІГА.Думки — об'єднує думки експертів різних сфер діяльності щодо актуальних питань в полі їх професіоналізму.
- ЛІГА.Досьє — комплекс інтернет-довідників, що дозволяють користувачу швидко знайти суспільно-політичну та економічну інформацію, яка його цікавить.
- ЛІГА.Блоги — щоденники ділових осіб, що дають власну оцінку ключовим проблемам та тенденціям сучасності.